# Lucía es Luna morena
Lucía es Luna morena es el título del 12º. álbum de estudio grabado por la cantante y actriz mexicana Lucía Méndez.
Fue lanzado al mercado bajo la compañía discográfica Sony Music Latin en 1989, es el primer álbum para dicha empresa.
Este disco retrata la vida de las parejas desde un punto de vista más humano, como el que hay mujeres que se resignan a la soledad ya sea porque no hay hombres solteros o la falta de apoyo en las parejas para la superación personal, lo cual se ve reflejado en las canciones del disco.

## Lista de canciones
- Nos aburriremos juntos (J.R. Flores)(*)
- Tormenta de verano (J.R. Flores)(**)
- Devuélveme el amor (J.R. Flores)(**)
- Juntos por costumbre (G.P.Felisatti/M. Blasco/J.R. Flores)(***)
- Nube viajera (G.P.Felisatti/M. Blasco/J.R. Flores)(**)
- Amor de nadie (J.R. Flores)
- No hay hombres (J.R. Flores)(**)
- Quién será (G.P.Felisatti/J.R. Flores)(**)
- Secreto (Straniero) (Porro/Tansini/J.R. Flores)(*)
- Luna morena (creo en el amor) (J.R. Flores)(*)
- Un poquito de sabor (G.P.Felisatti/M. Blasco/J.R. Flores)(*)

Arreglos:
(*)Loris Cerroni
(**) Gian Pietro Felisatti y Santa Noé
(***) Jesús Gluck
- Datos: Q5982463